# Peking Opera Blues
Peking Opera Blues (kinesiska: 刀馬旦; pinyin: Dāo Mǎ Dàn) är en actionkomedifilm från 1986 gjord i Hongkong. Filmen är regisserad och producerad av Tsui Hark efter manus av Raymond To. Huvudrollerna spelas av Brigitte Lin, Sally Yeh och Cherie Chung.
Peking Opera Blues drog in 17 559 357 hongkongdollar, vilket gjorde den till den sjunde mest lönsamma Hongkong-filmen 1986. Filmen blev även nominerad till priser i sex kategorier vid 1987 års upplaga av Hong Kong Film Awards.

## Handling
Filmen utspelar sig i Beijing 1913 där tre kvinnor och två män förs samman under kaotiska omständigheter. Tsao Wan är dotter till en general och slits mellan kärleken till sin far, som planerar att säkra pengar från Europa för att hjälpa president Yuan Shikai, och sitt engagemang i en rebellgrupp som vill avslöja Yuans regim som korrupt inför parlamentet. Sheung Hung är en girig musiker som gärna tar emot rebellernas pengar utan att bry sig särskilt mycket om deras sak. Pat Neil är dotter till ägaren av den lokala teatern och vill helst av allt bli skådespelare i pekingopera, något som är förbjudet då alla roller spelas av män. De får sällskap av Pak-hoi, en ung rebellkrigare och Tung Man, en före detta soldat som bytt sida. Tillsammans försöker de först stjäla dokument som bevisar att Yuan lånat pengar från utlandet för att stärka sin arme. När de väl lyckats behöver de sedan skydda de stulna dokumenten från regeringens agenter som försöker återta dem.

## Medverkande
| Brigitte Lin      | – Tsao Wan     |
| Cherie Chung      | – Sheung Hung  |
| Sally Yeh         | – Pat Neil     |
| Mark Cheng        | – Ling Pak-hoi |
| Kenneth Tsang     | – general Tsao |
| Wu Ma             | – herr Wong    |
| Paul Chun         | – Fa Gum-sao   |
| Cheung Kwok-keung | – Tung Man     |